# Соловьёвка (Сахалинская область)
Соловьёвка — село в Корсаковском городском округе Сахалинской области России, в 11 км от районного центра.

## География
Находится на берегу залива Анива, на южном побережье острова Сахалин.

## История
Село расположено в окрестностях айнского первопоселения под названием Сусуя Котан.
Основано в 1881 году на месте Третьеротской Заимки заключёнными, вышедшими на поселение. Названо в 1883 году в честь заведующего ссыльными каторжанами Приморской области полковника Соловьёва.
С 1905 по 1945 гг. было оккупировано японцами, относилось к губернаторству Карафуто и называлось Кайдзука (яп. 貝塚).
После передачи Южного Сахалина СССР селу 15 октября 1947 года было возвращено историческое название. В Соловьёвке располагался знаменитый в советские времена зверосовхоз «Соловьёвский» (ликвидирован в 1997 г.).

## Зверосовхоз
31 декабря 1945 года в деревне Кайдзука (с ноября 1947 — Соловьёвка) на базе национализированных частных ферм по разведению чернобурых лисиц и американских норок акционерного общества «Карафуто Кайхацу Кабусики Кайся» (яп. 樺太開発株式会社) был создан Южно-Сахалинский зверосовхоз № 1 (приказ Гражданского управления г. Тойохара от 14.02.1946 г. № 70, акт национализации АО «Карафуто Кайхацу Кабусики Кайся»). По приказу МВТ СССР от 3.04.1947 г. № 82 предприятие было преобразовано в Южно-Сахалинский зверокомбинат. На его базе 11.06.1956 года создан Южно-Сахалинский зверосовхоз, который 1 января 1961 года был переименован в зверосовхоз «Соловьёвский» (решение Сахалинского облисполкома от 9 января 1961 г. № 424).
В состав зверосовхоза входили: зверофермы – бригады по выращиванию норок, серебристой и чёрно-бурой лисицы, кроликов, зверокухня (отдельно для норок, для лис, для кроликов), кормоцех; холодильники, котиковый завод (1945—1950г.), ветеринарный пункт, склады (запчастей, зернофуража, забойного цеха), забойный цех, механический цех, гараж автомобилей, ремонтные механические мастерские, тракторный парк, склад горюче-смазочных материалов, хозяйственный цех, строительный цех, столярный цех, пилорама, бани, культурно-бытовой комбинат, столовая, детский сад-ясли, жилой фонд. 
В 1991—1994 гг. зверосовхоз «Соловьёвский» являлся структурным подразделением производственного объединения «Сахалинпушнина» по звероводству Министерства сельского хозяйства и продовольствия РСФСР. До 1992 года входил в десятку крупных зверохозяйств Российской Федерации по производству и сдаче государству клеточной пушнины – более 100 тонн шкурок. 
Решением Арбитражного суда Сахалинской области от 27 марта 1997 г. по делу № А59-1079/97-С13 Ордена «Знак Почёта» зверосовхоз «Соловьёвский» признан банкротом и ликвидирован.

## Население
| 1925 | 1935  | 2002  | 2010  | 2013  | 2021  |
| ---- | ----- | ----- | ----- | ----- | ----- |
| 1238 | ↗1474 | ↘1439 | ↘1059 | ↘1010 | ↗1419 |

По переписи 2002 года население — 1439 человек (746 мужчин, 693 женщины). Преобладающая национальность — русские (89 %).